# Operação Furacão
A Operação Furacão é uma investigação iniciada em 2004, pelo Departamento Central de Investigação e de Acção Penal (DCIAP), envolvendo diversas empresas e personalidades de Portugal.
o Ministério Público somou 164 inquéritos instaurados, constituiu 792 arguidos, dos quais 489 pessoas singulares e 303 pessoas coletivas. Em oito desses 792 processos foram deduzidas acusações, tendo sido acusados 160 arguidos (116 pessoas singulares e 44 pessoas coletivas).
Foram recolhidas provas que indiciavam a prática de crime de fraude fiscal qualificada em operações, que ocorreram entre 2001 e 2010 que terão lesado o Estado num montante superior a 10 milhões de euros.
Neste inquérito, foi investigada a criação e disponibilização de esquemas de faturação fraudulenta por parte de seis arguidos. Terão beneficiado destes esquemas, nos quais intervinha ainda um intermediário, também arguido, diversas empresas e pessoas singulares, sendo 35, igualmente, arguidas nos autos.
Num primeiro momento, estes esquemas fraudulentos visavam proporcionar a empresas nacionais a utilização de sociedades não residentes em Portugal como meras emitentes de faturas.
A faturação em causa, falsa, dizia respeito a serviços não prestados ou a compras reais mas, neste caso, apresentava valores superiores aos efetivamente devidos.
Com esta atuação, seriam aumentados de forma artificiosa os custos das sociedades nacionais, com a consequente diminuição dos proveitos a incluir nas declarações de imposto, em sede de Imposto sobre o Rendimento de pessoas Coletivas (IRC).
Posteriormente, os fundos assim gerados eram canalizados para entidades com sede em territórios offshore, dos quais eram beneficiários os sócios das empresas nacionais que, assim, também não declarariam estes rendimentos em sede de Imposto de Rendimento sobre Pessoas Singulares (IRS).
Até 26 de janeiro de 2016, entre as entidades visadas neste processo estavam a Finatlantic, a Medicina Laboratorial, a Graphicsleader, Novo Tipo Europa, Dermoteca, Intyme, Marina Mota/Produção e Comercialização de Espetáculos, Integrar, Argos Soditic e Apamilux, Iber Oleff, Miguel Pais do Amaral e sociedades conexas do grupo Media Capital e Fernando Amorim e sua sociedade Circutios e Imagem e as firmas, por este angariadas, Barata e Ramiro, Contra Corrente e Costa e Garcia.
Entre os arguidos estavam Diogo Viana, dono da Finatlantic, o empresário Júlio Figueiredo (suspeito de um crime de fraude fiscal), António Brochado (suspeito de três crimes de fraude fiscal em coautoria), os empresários Durvalino Neto e Maria José Neto (ambos acusados de um crime de fraude fiscal em coautoria com a sociedade arguida Novo Tipo Europa), a consultora Maria Joaquina Patriarca (suspeita de fraude fiscal em coautoria com a sociedade arguida Integrar), Fernando Anselmo Sousa Duarte (suspeito de fraude fiscal através das sociedades Continental e Sabel), o engenheiro Fernando Pombo e o empresário Nuno Pombo (acusados de um crime de fraude fiscal em coautoria, através das sociedades CPSO e Coltemp).
A Operação Furacão iniciou-se em finais de 2005 com a realização de buscas a várias entidades bancárias (BES, BCP, BPN e Finibanco) e a descoberta de transferências que indiciavam a prática de fraude fiscal qualificada e branqueamento de capitais, envolvendo pessoas e empresas portuguesas, muitas delas utilizando paraísos fiscais (‘offshores’) e outros mecanismos para fugir ao fisco.
No final resultaram cinco acusações contra 108 arguidos, o que significa que a grande maioria dos 759 arguidos constituídos aceitaram pagar os impostos em falta.